# Fornet-Dessous

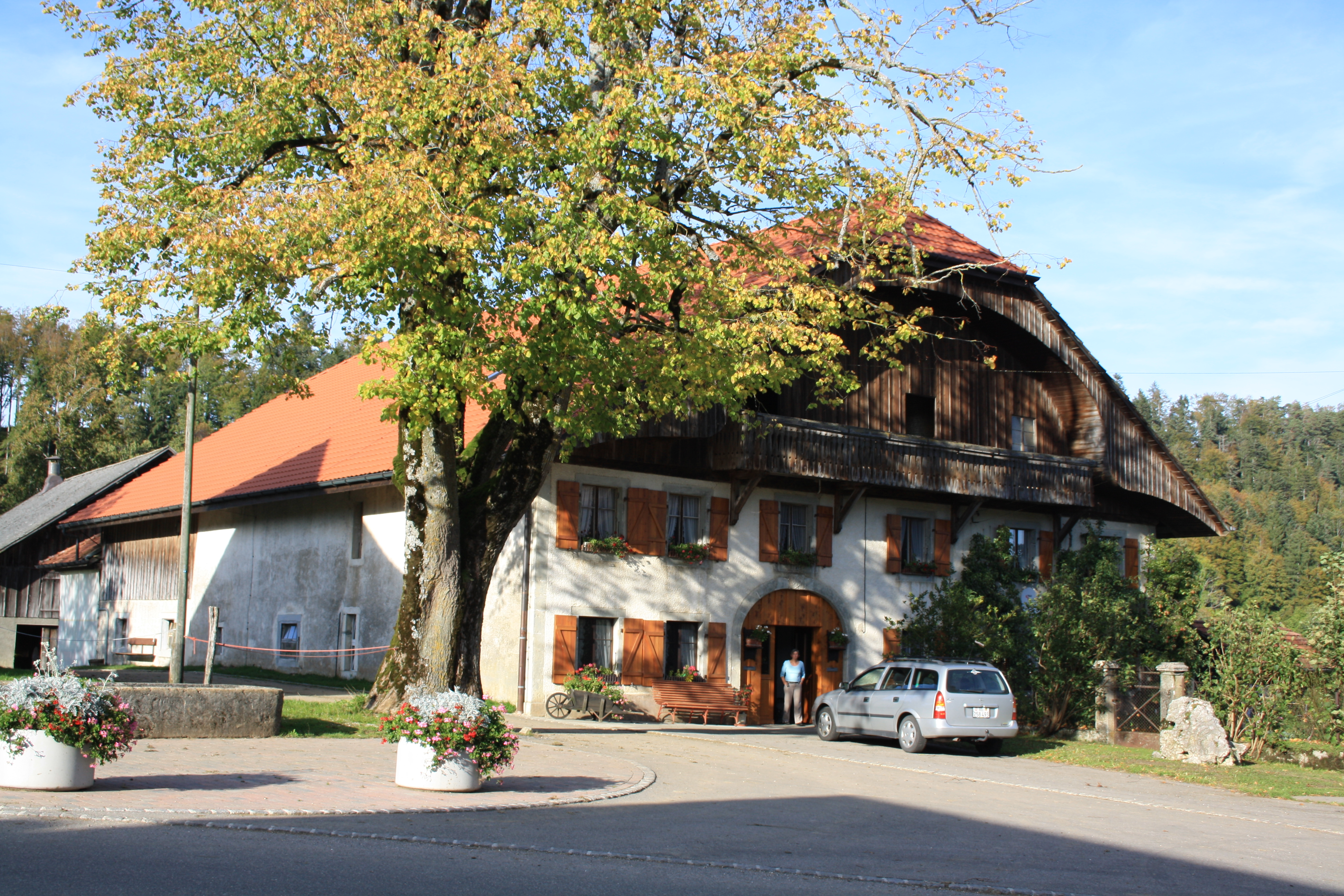
Bauernhaus in Fornet-Dessous

Fornet-Dessous ist ein Weiler in der Gemeinde Petit-Val im Berner Jura. Er liegt auf einer Höhe von 986 m ü. M. auf einem Sattel am Ostrand der Freiberge. Die erste urkundliche Erwähnung erfolgte 1181. Fornet-Dessous, das an den jurassischen Weiler Fornet-Dessus (Gemeinde Lajoux JU) grenzt,  verfügt über ein einheitliches Ortsbild, da der Ort 1829 durch einen Grossbrand weitgehend zerstört und somit fast zeitgleich wieder aufgebaut wurde.